# Greg Davidson
Gregory R. Davidson, detto Greg (1960), è uno sceneggiatore e produttore televisivo statunitense.
Nel corso della sua carriera è stato sceneggiatore di: He-Man e i dominatori dell'universo, Batman, Animaniacs, Transformers, I difensori della Terra, Capitan Dick, Jem, Roswell Conspiracies, Nel covo dei pirati con Peter Pan, Capitan Planet e i Planeteers e Batman: La maschera del Fantasma.